# Sampués
Sampués là một khu tự quản thuộc tỉnh Sucre, Colombia. Thủ phủ của khu tự quản Sampués đóng tại Sampués Khu tự quản Sampués có diện tích 210 ki lô mét vuông. Đến thời điểm ngày 28 tháng 5 năm 2005, khu tự quản Sampués có dân số 31031 người.